# Рауль Лопес дель Кастільйо
Рауль Лопес дель Кастільйо (ісп. Raúl López del Castillo; 1893 — 24 липня 1963) — кубинський політик, шостий прем'єр-міністр Куби.
Перш, ніж очолити уряд, обіймав посаду заступника міністра фінансів Куби.
Є автором кількох книжок на правничу тематику англійською й іспанською мовами.